# ゼン・ユー・ルック・アット・ミー
「ゼン・ユー・ルック・アット・ミー」（英: Then You Look at Me=あなたに見つめられると）は、映画『アンドリューNDR114』の主題歌。当初はセリーヌ・ディオンのアルバム『ザ・ベリー・ベスト』からの2枚目のシングルとして1999年12月11日に発売される予定であった。

## 概要
作詞・作曲は、かつてディオンの1997年の大ヒット曲「マイ・ハート・ウィル・ゴー・オン」を制作したジェームズ・ホーナーとウィル・ジェニングス。
1999年12月13日公開のロビン・ウィリアムズ主演映画『アンドリューNDR114』の興行不振に伴い、その主題歌であるこの曲のシングル発売も中止された。また2つ目の理由として、当時はまだディオンの前作シングル「ザッツ・ザ・ウェイ・イット・イズ」がヒットしており、世界中でチャートセールスが好調だったことも影響している。ただし、本作は「リヴ（フォー・ザ・ワン・アイ・ラヴ）」、「ザ・ファースト・タイム・エバー・アイ・ソー・ユア・フェイス」、「アイ・ウォント・ユー・トゥ・ニード・ミー」といったディオンの他のシングルのカップリング曲として収録されリリースされている。
ミュージックビデオはビリー・ウッドラフの監督により撮影され、1999年に公開された。ビデオではディオンがロボット研究施設を舞台に近未来の衣装を身にまとい、映画のシーンが映るスクリーンをバックに歌唱している。また、このビデオは2001年発売のディオンのベスト版ビデオ集『ザ・ベリー・ベスト〜ビデオ・コレクション』に収録されている。
- 調（転調あり）：ハ長調（C）→イ長調（A）

## 収録曲
販促用CDシングル（発売中止）
1. 「ゼン・ユー・ルック・アット・ミー」（アルバムバージョン） – 4:09
2. 「ゼン・ユー・ルック・アット・ミー」（サウンドトラックバージョン） – 4:22

## 公式編曲版
1. 「ゼン・ユー・ルック・アット・ミー」（アルバムバージョン） – 4:09
2. 「ゼン・ユー・ルック・アット・ミー」（サウンドトラックバージョン） – 4:22